# Museo nazionale d'arte dell'Ucraina
Il Museo nazionale d'Arte dell'Ucraina (in ucraino Національний Художній Музей України?) è un museo dedicato all'arte ucraina in via Mychajlo Hruševs'kyj a Kiev, Ucraina.

## Storia
Il museo è stato fondato grazie alle attività degli intellettuali ucraini alla fine del XIX secolo come primo museo gratuito di Kiev.
L'edificio del museo fu costruito su progetto dell'architetto di Mosca Petro Boitsov in stile neoclassico. Questo progetto è stato aggiornato e realizzato dall'architetto polacco Władysław Horodecki. La decorazione scultorea del frontone fu eseguita da Elio Salia.
La prima mostra in occasione della XI Conferenza sull'archeologia panrussa si tenne nell'edificio incompleto del Museo dell'antichità e dell'arte della città di Kiev nell'agosto 1899. Il 30 dicembre 1904 si tenne l'inaugurazione ufficiale dell'istituzione denominata Museo dell'arte industriale e scientifica di Kiev, Zar Nicola II.
Nel 1919, dopo la nazionalizzazione il museo fu chiamato Primo Stato, dal 1924 Museo storico ucraino Taras Ševčenko, dal 1936 Museo statale ucraino, dal 1939 Museo statale d'arte ucraina. Durante l'occupazione tedesca di Kiev nel 1942, il museo fu integrato con la collezione d'arte russa sotto il nome comune di Museo statale d'arte dell'Europa orientale, e nel 1944 fu rinnovato il precedente status di museo. I cambiamenti dei nomi del museo riflettono i complicati processi vitali nel paese e alcune fasi del restauro dei lavori museali ucraini. Ad esempio, il cambio di nome mostra i cambiamenti del profilo della collezione museale e la separazione di alcune parti di questa collezione per l'istituzione di altri musei di Kiev.
L'attuale nome questa istituzione è Museo Nazionale d'Arte dell'Ucraina, sorto nel 1994 nello stato ucraino indipendente ed è considerato la principale collezione di arte ucraina.

## Descrizione

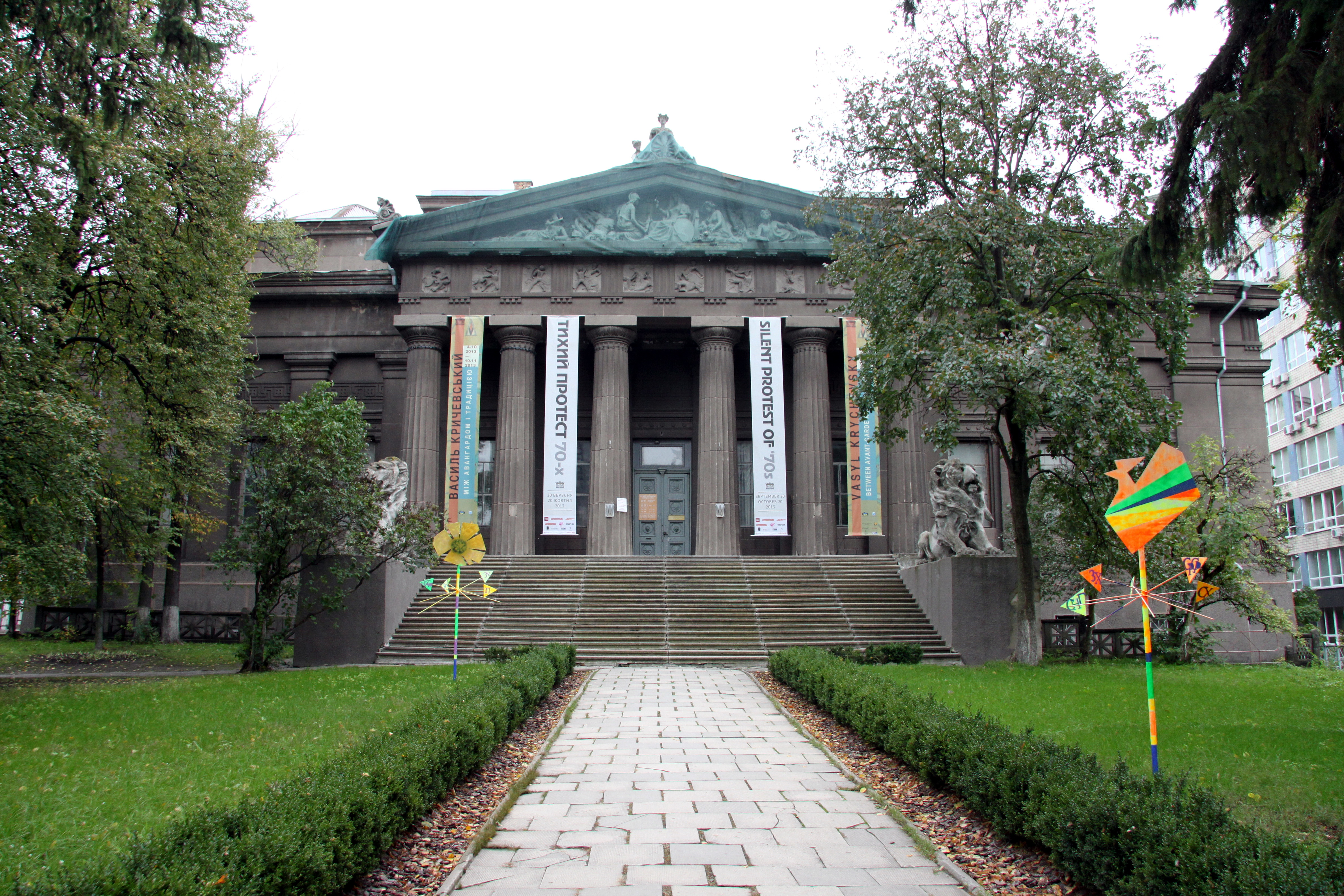
Facciata frontale

Si trova in un edificio costruito nel 1898 dall'architetto Władysław Horodecki per il Museo della città di Kiev. Era in effetti un remake del talentuoso architetto di Mosca Pëtr Bojcov che non riuscì a ricevere una licenza governativa. L'edificio era stato originariamente concepito come un museo per la locale associazione di mecenati e amanti delle antichità. La facciata dell'edificio presenta una forma architettonica neoclassica – riproduzione fedele di un portico a sei colonne di ordine dorico con trabeazione, triglifi, metope e fregio raffigurante il Trionfo delle Arti. La composizione architettonica con figure di grifoni e grandi leoni di cemento in cima alle scale è stata creata da uno scultore italiano, Emilio Sala. Per la costruzione dell'edificio furono spesi 249.000 rubli di cui solo 100.000 pagati dal governo dell'Impero russo. Altri 108.000 rubli sono stati pagati dalla famiglia Tereščenko che ha anche creato il Museo di arte occidentale e orientale a Kiev. All'inizio, al primo piano si trovava la mostra dell'archeologo Vincenc Chvojka che si trasferì a Kiev dal Regno di Boemia. Il museo aprì ufficialmente poco prima di Natale il 23 dicembre 1904, come Museo delle arti e delle scienze industriali di Kiev dell'imperatore Nicola II. Il primo direttore del museo fu Mykola Biljašivs'kyj.

## Collezioni
Il Museo Nazionale d'Arte dell'Ucraina ha la collezione più rappresentativa di arte figurativa ucraina al mondo. La collezione del museo conta quasi 40 mila reperti, tra i quali sono rappresentati capolavori della pittura, scultura e grafica ucraini dall'età della Rus' di Kiev ai giorni nostri.
Il museo ha una delle migliori collezioni di icone ucraine che si apre con il raro oggetto del XII secolo - rilievo in legno policromo "San Giorgio con agiografia" di origine bizantina . Il Medioevo è rappresentato con esempi classici di pittura di icone del XIV-XVI secolo dall'Ucraina occidentale, comprese le antichità uniche come la Santa Madre "Hodigitria" della Volinia, San Giorgio che uccide il drago e La passione di Cristo dalla Galizia.
La collezione di arte barocca ucraina è eccezionale per il suo valore. Qui si possono trovare esempi sorprendenti di icone barocche ucraine come L'intercessione con il ritratto di Bohdan Chmel'nyc'kyj (prima metà del XVIII secolo, regione di Kiev), coppie di icone delle megalomartiri Anastasia e Giuliana, Barbara e Caterina (XVIII secolo), icone dei laboratori del Monastero delle Grotte di Kiev dall'iconostasi dell'ingresso della cattedrale della Dormizione a Gerusalemme e La Natività (1729). L'iconostasi del villaggio di Berezna (regione di Černihiv, 1860) è il capolavoro della collezione.
Mostra la portata monumentale e l'eccellente abilità artistica dei maestri dell'era barocca ucraina. L'impressione di questa meravigliosa epoca è rafforzata dalla collezione di ritratti ucraini del XVIII secolo che rappresentano il primo genere secolare della pittura ucraina. La collezione di dipinti popolari "Cossack the Bandura Player" è una delle più grandi del museo e amplia l'arte secolare del periodo barocco in Ucraina.
L'età dell'arte del XIX secolo, quando l'Accademia delle arti di San Pietroburgo era dominante, si apre con le opere dei famosi ritrattisti ucraini, che hanno collegato le loro vite con la capitale dell'Impero russo: Dmytro Levyc'kyj e Volodymyr Borovykovs'kyj. Taras Ševčenko, il pittore, occupa una posizione speciale nella storia dell'arte ucraina. La piccola collezione di dipinti e opere grafiche di Ševčenko offre una visione del suo eccezionale talento e mostra le nuove tendenze democratiche nell'arte figurativa ucraina, continuate dagli artisti della generazione successiva. La raccolta monografica delle opere di Mykola Pymonenko presenta il seguente sviluppo delle tradizioni pittoriche ucraine che consistevano nell'aumento dei soggetti di genere e nella trasformazione del modo di dipingere dal realismo all'impressionismo. Nella mostra viene presentata la scuola di pittura di Odessa guidata da Kyriak Kostandi. L'impressione dello sviluppo dell'arte ucraina si amplia con i ritratti classici (opere di H. Vas'ko, A. Mokryc'kyj, O. Rokačevs'kyj) e i dipinti di paesaggio (opere di V. Šternberh, V. Orlovs'kyj, S. Svitoslavs'kyj, S. Vasyl'kivs'kyj).
La collezione monografica di Oleksandr Muraško, artista innovatore che lavorò all'inizio del XX secolo, è particolarmente interessante.
L'eredità vivida e originale dell'avanguardia ucraina rappresentata nel museo è mostrata dalle opere dello scultore di fama mondiale Oleksandr Archypenko, dei pittori Aleksandra Ėkster, Oleksa Hryščenko, Oleksandr Bohomazov e Viktor Pal'mov. La corrente prevalente nell'arte ucraina degli anni '10 e '30, chiamata bojčukismo in onore del suo artista principale, Mychajlo L'vovyč Bojčuk, viene introdotta in una delle sale successive. In epoca sovietica i bojčukisti erano inseriti nell'elenco dei pittori proibiti e solo oggi la loro arte ha trovato un rispettivo posto nell'esposizione museale. L'arte dell'età totalitaria, nonostante le drammatiche collisioni storiche, ha dato vita a una galassia di individui creativi. I nomi di Fedir Kryčevs'kyj, Anatol' Petryc'kyj, Tetjana Jablons'ka, Serhij Hryhor"ev e Mykola Hluščenko sono iscritti nel libro d'oro della storia dell'arte ucraina. La collezione di grafica e scultura del 20º secolo merita un'attenzione speciale.
La collezione del museo è ancora in formazione e le tendenze del contemporaneo di fine XX – inizio XXI secolo trovano qui il loro posto.

## Pubblicazioni
L'utilizzo dello spazio per la promozione della cultura artistica ucraina è un obiettivo importante per il Museo Nazionale d'Arte dell'Ucraina.
Nonostante la mancanza di risorse di stampa proprie, il Museo realizza pubblicazioni delle proprie opere.
Il programma editoriale del Museo d'arte nazionale dell'Ucraina ha i seguenti scopi:
- Divulgazione della collezione museale retrospettiva dell'arte ucraina;
- Pubblicazioni scientifico-monografiche e auto-monografiche degli eccezionali personaggi dell'arte ucraina;
- Cataloghi scientifici per mostre su larga scala del Museo Nazionale d'Arte dell'Ucraina;
- Rivista "Muzeinyi Provulok (Museum Lane)".

La pubblicazione dell'album d'arte "Museo Nazionale d'Arte dell'Ucraina" di notevoli dimensioni e contenuti (Casa editrice "Artania Nova") è diventato un importante evento museale nel 2003. Questo album è il primo passo di questa lunga strada. Coprendo un ampio volume di informazioni sul passato e sui giorni nostri del museo e sulle sue collezioni, questo album presenta per la prima volta in assoluto la storia dell'arte ucraina in questo modo significativo. È il risultato del duro lavoro di diverse generazioni scientifiche.
2004 – vengono pubblicate:
- "Pittura ucraina del XIX - inizio XX secolo"
- "Pittura di icone ucraine del XII-inizio XIX secolo"
- "Serhij Vasyl'kivs'kyj"

Da maggio 2004 – al centro dell'attenzione era
- Rivista "Muzejnyj Provulok"

2005 – pubblicato
- album monografico "Oleksandr Muraško"

2006 - rilasciato
- "Pittura ucraina del XX - inizio XXI secolo"
- "Ritratto ucraino dei secoli XVII-XVIII"
- monografie "M. Pymonenko, V. Orlovs'kyj"
- "S. Svitoslavs'kyj"
- "Modernismo ucraino"
- 6º numero della rivista "Muzejnyj Provulok".

2007– 2008 – pubblicato
- 7, 8 e 9 numeri della rivista "Muzejnyj Provulok"

## Mostre
Il museo continua ad ampliare la sua collezione. Alcune nuove aggiunte includono un'icona unica in rilievo di San Giorgio e opere del pioniere internazionale nato a Kiev dell'arte astratta geometrica Kazimir Malevič.
L'esposizione attuale comprende oltre ventimila pezzi. Tra le tante ci sono le opere di un costruttivista ormai di fama mondiale Vasyl' Jermylov e del cubo-futurista Oleksandr Bohomazov. La parte ucraina è rappresentata da opere di famosi artisti ucraini e russi come Davyd Burljuk, Aleksandra Ėkster, Vadym Meller, Klyment Red'ko, Solomon Nikritin, Viktor Pal'mov, Marija Sinjakova, Mychajlo Bojčuk, Mykola Pymonenko, Illja Štil'man e molti altri.
Il 26 aprile 2014, l'arte recuperata dalla casa dell'ex presidente Viktor Janukovyč viene esposta al museo.
Il museo raccoglie opere d'arte non ufficiali del periodo totalitario detto Underground ucraino dalla fine del 1950 al 1991, in particolare opere d'arte di Feodosij Tetjanyč, Mykola Trehub, Vudon Baklyc'kyj, Olena Holub e altri.

## Galleria d'immagini

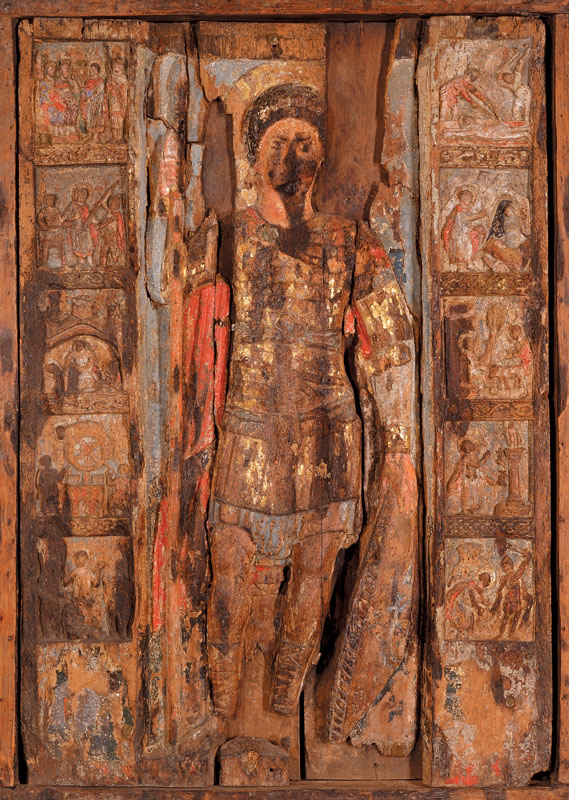
San Giorgio, XII secolo
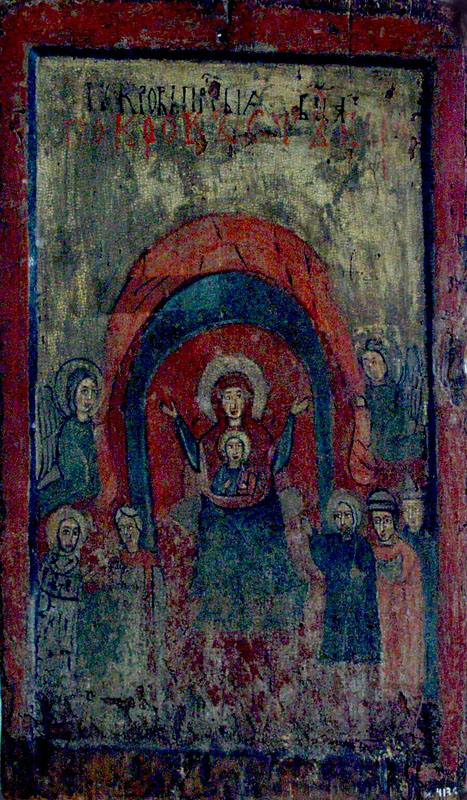
Pokrova, XII-XIII secolo
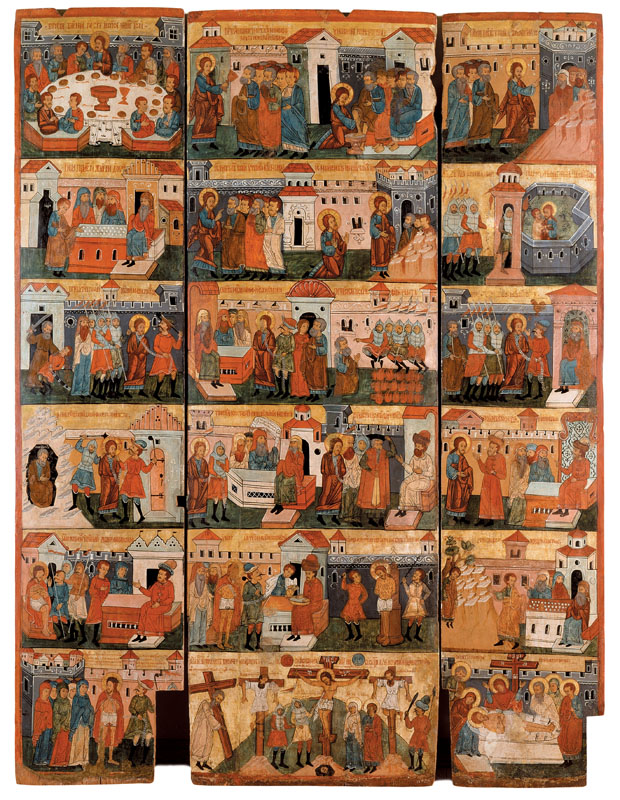
Passione di Gesù, XVI secolo
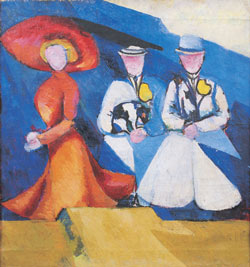
Aleksandra Ėkster, Tre figure femminili, 1909-1910, Olio su tela.
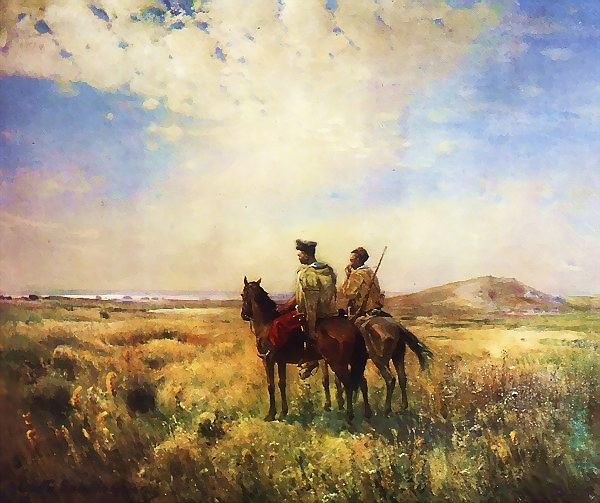
Serhij Vasyl'kivs'kyj, Cosacchi nella steppa, 1900, Olio su tela.